# Krogsered sogn
Krogsered sogn i Halland, Sverige var en del af Årstad herred og har været en del af Falkenbergs kommun siden 1971. Krogsered distrikt dækker det samme område siden 2016. Sognets areal er 79,83 kvadratkilometer, heraf 74,27 land  I 2020 havde distriktet 216 indbyggere. Landsbyen Krogsered ligger i sognet.
Navnet blev første gang registreret som Kruxrødhe i 1439 og stammer Krogsøen (en sø nær landsbyen) og ryd (fra 'rydning') Antallet indbyggere er faldende (sognet havde 864 indbyggere i 1860).
Der er et naturreservat i sognet: Lysegårdsmossen.